# ボリス・ペルガメンシコフ
ボリス・ペルガメンシコフ（露: Бори́с Миро́нович Перга́менщиков, 英: Boris Mironovich Pergamenshchikov, 1948年8月14日 レニングラード - 2004年4月30日 ベルリン）は、旧ソ連出身のロシア人チェリスト。

## 生涯
6歳でサンクトペテルブルク音楽院にてエマヌイル・フィッシュマン（Эммануил Григорьевич Фишман）に入門し、チェロと作曲の学習を開始する。1970年にプラハの春国際音楽コンクールにて優勝し、1974年にモスクワ・チャイコフスキー国際コンクールにおいて覇者となる。音楽活動は急速に開かれてゆき、協奏曲や室内楽の演奏に活躍した。
ギドン・クレーメルとともにオーストリアのロッケンハウス音楽祭に定期的に出演した。1977年に西側に脱出し、1982年に米国に、次いで日本にデビューする。
現代音楽の熱烈な擁護者として、折りに触れてはドミトリー・ショスタコーヴィチやヴィトルド・ルトスワフスキ、アルフレート・シュニトケ、アンリ・デュティユー、ソフィヤ・グバイドゥーリナ、ジェルジ・クルタークらの作品を上演し、作曲者自身と共演することもあった。シャンドス・レーベルにおけるデュティユーのチェロ協奏曲『遥かなる遠い国へ』はディアパソン・ドール賞に輝き、2001年には、トルルス・モルクやハンナ・チャンとともにシャルル・デュトワ指揮NHK交響楽団と共演して、クシシュトフ・ペンデレツキの『3つのチェロのための合奏協奏曲』を上演した。
1977年から1992年までケルン音楽高等学校で教鞭を執り、1998年から2004年までバーゼル音楽院ならびにベルリン・ハンス・アイスラー音楽大学でも教壇に立った。
2004年、癌により急逝。55歳だった。
弟子に石坂団十郎、クラウディオ・ボルケス（ジュネーヴ国際音楽コンクール第1位、カザルスコンクール優勝）がいる。
愛器は1735年製のドメニコ・モンタニャーナであった。